# 赫女星
赫女星（121 Hermione）是第121颗被人类发现的小行星，于1872年5月12日发现。赫女星的直径为254千米，质量为5.4×1018千克，公转周期为2347.854天。

赫女星名以史詩《伊利亞德》中的斯巴達公主埃妙妮命名。